# Cratippe de Pergame
Pour les articles homonymes, voir Cratippe.
Cratippe de Pergame ou de Mytilène (en grec ancien Κράτιππος) est un philosophe péripatéticien du Ier siècle av. J.-C., né à Mytilène sur l'île de Lesbos, où il enseigna la philosophie, avant de partir pour Athènes, où il a entre autres pour disciples Marcus, fils de Cicéron, et Brutus, beau-fils de Jules César. Pompée alla le voir après la bataille de Pharsale, et reçut ses consolations. Il a écrit Sur la Divination et l’Interprétation des Songes.

## Source
- Traité des Devoirs traduit par Henri Joly (annotation et révision par Cyril Morana pour l'édition de 2010) Mille et Une Nuits  (ISBN 978-2-75550-590-0).